# همگنی گونه‌ای
در بوم‌شناسی،  همگنی گونه‌ای (به انگلیسی: Species homogeneity) نبود تنوع زیستی است. غنای گونه‌ای واحد اساسی برای ارزیابی همگنی یک محیط است؛ بنابراین، هرگونه کاهش در غنای گونه‌ای، به‌ویژه گونه‌های بومی، می‌تواند به سوی پشتیبانی از تولید یک محیط همگن مطرح شود.
حدود ۹۵ درصد مصرف جهانی پروتئین در چند گونه اهلی‌شده یعنی ماکیان، گاو و خوک ریشه دارد. حدود ۱۰۰۰ گونه ماهی تجاری وجود دارد، اما در آبزی‌پروری کمتر از ۱۰ گونه بر تولید جهانی غالب است؛ بنابراین تولید غذای انسان بر نوک هرم‌های تنوع زیستی استوار است و بیشتر گونه‌ها را مورد استفاده قرار نمی‌دهند و اهلی نمی‌شوند.